# 僕の半分
「僕の半分」（ぼくのはんぶん）は、SMAPの46枚目のシングル。2011年12月21日にビクターエンタテインメントから発売された。

## 概要
表題曲「僕の半分」は『SMAP×SMAP』テーマソングで、斉藤和義が作詞・作曲・編曲を手掛けている。
通常盤と初回限定盤の2形態で発売。2形態ともCD収録曲は同一。初回限定盤のみ紙ジャケット仕様で「祝20周年! SMAP FaN×FuN PARTY 2011」での「僕の半分」披露映像を収録したDVDが同梱されしている。

## チャート成績
2012年1月2日付のオリコン週間シングルチャートで首位を獲得。SMAPにとって同チャートでの1位獲得は13作連続、通算24作目となった。初動売上は13.0万枚であった。

## 収録曲

### CD
1. 僕の半分
作詞・作曲・編曲:斉藤和義
  - フジテレビ系「SMAP×SMAP」テーマソング
2. 真冬のラブレター
作詞:甲斐名都, 作曲:前田啓介（レミオロメン）, 編曲:宗像仁志・田中邦和
3. 僕の半分（back track）
4. 真冬のラブレター（back track）

### DVD
※初回限定盤のみ
1. 『僕の半分』東京ドームライブ映像

## 祝20周年! SMAP FaN×FuN PARTY 2011

### 概要
2011年はSMAPにとってデビュー20周年という記念すべき年だったが、全国コンサートツアーは行われなかった。だが、東京ドームにて2日間11万人を動員するファンパーティーが行われることが緊急決定した。タイトルは「祝20周年! SMAP FaN×FuN PARTY 2011」とし、"Fan"が"Fun"するようにという意味が込められた。
また、今回のイベントのチケットはSMAPファンクラブ会員だけでなく、一般発売も実施された。一般発売の詳細は2011年10月24日放送の「SMAP×SMAP」で発表された。
パーティーではSMAPから感謝の気持ちを込め、来場した11万人全員にのし袋に封入した銀の「御縁メダル」をプレゼントした。このメダルに対し、メンバーの木村拓哉は「20周年ということで、まだまだウチらには上があるんじゃないかということで銀にしました。金メダルというもう一つ上の記念メダルを目指して、SMAPとみんなでまた新しい御縁が作れたら」と思いを綴った。
アンコールでは新曲「僕の半分」を12月21日に発売することをサプライズ発表し、初披露。また、翌年の2012年にコンサートツアーを行うことも発表した。
イベント終了時には5人の希望で急遽、約1時間50分にわたりファンを最後の一人まで見送るサプライズを敢行した。5人はそれぞれ出口5ヶ所に分かれ、笑顔でファンを見送った。当初は握手することも考えていたが、時間を計算すると夜中になってしまうため、採用には至らなかったという。

### 公演日程
|   | 開催日時       | 開場時間 | 開演時間 | 会場       | チケット                      |
| - | -------------- | -------- | -------- | ---------- | ----------------------------- |
| 1 | 2011年11月12日 | 15:00    | 17:00    | 東京ドーム | FC会員：3,990円 一般：4,400円 |
| 2 | 2011年11月13日 | 15:00    | 17:00    | 東京ドーム | FC会員：3,990円 一般：4,400円 |

### セットリスト
1. SHAKE （BOOM BOOM SATELLITES REMIX）
2. SHAKE
3. がんばりましょう
4. 夜空ノムコウ
5. Can't Stop!! -LOVING-
6. 世界に一つだけの花
7. KANSHAして
8. ダイナマイト
9. オレンジ
10. はじまりのうた
11. 青いイナズマ
12. らいおんハート
13. BANG! BANG! バカンス!

ENCORE
1. 僕の半分
  - 今回のイベントでシングルが12月21日に発売することがサプライズ発表され、楽曲が初披露された。
2. Dear WOMAN
3. オリジナル スマイル